# T-54 a T-55
Tanky T-54 a T-55 jsou řadou sovětských hlavních bojových tanků zavedených do služby v letech po druhé světové válce. První prototyp T-54 byl dokončen v Nižním Tagilu koncem roku 1945. Počáteční sériová produkce pro Nižní Tagil určená na rok 1947 a pro Charkov na rok 1948 byla zastavena či omezena, protože vzniklo mnoho problémů a výroba tanku T-34-85 stále tvořila v 50. letech 88 procent. T-54 se nakonec stal hlavním tankem obrněných jednotek sovětské armády, armád zemí Varšavské smlouvy a mnoha dalších. T-54 a T-55 se ve druhé polovině 20. století účastnily mnoha světových ozbrojených konfliktů.
Série T-54/55 se nakonec stala nejprodukovanějším tankem v historii. Odhadované počty kusů se pohybují od 86 000 do 100 000. V sovětské a ruské armádě byly nahrazeny typy T-62, T-64, T-72, T-80 a T-90, ale zůstávají ve službě až u 50 dalších armád po celém světě a některé obdržely sofistikované dovybavení.
Během studené války sovětské tanky nikdy přímo nečelily svým protivníkům z řad NATO v boji v Evropě. Avšak první setkání s T-54/55 na Západě kolem padesátých let (tehdy začátek studené války) pobídlo Spojené království k vývoji nového tankového kanónu Royal Ordnance L7 a Spojené státy k vývoji tanku M60 Patton.

## Vznik avývoj
Tanky T-54/55 byly vyvinuty ve 40. letech jako náhrada za zastarávající T-34. Vývoj začal v Charkovské konstrukční kanceláři O. O. Morozova v roce 1943, kdy začaly práce na vylepšené verzi T-34m. Úsporou hmotnosti, lepším motorem a dalšími změnami mohli konstruktéři na nový podvozek instalovat silnější pancíř. Zůstalo uložení pojezdových kol na kyvných ramenech, ale šroubové pružiny podle Christieho pojetí byly nahrazeny torzními tyčemi uloženými nad podlahou tanku. Nový tank byl označen T-44. První tanky T-54 byly vyrobeny v roce 1945 a v roce 1947 nahradily ve výrobě nástupce tanků T-34, kterým byl typ T-44. Ten však stále používal (lehce upravenou) věž tanku T-34/85, do které nebylo možné instalovat nový silnější kanón, který by podstatně překonával německý 88mm kanón tanku Tiger nebo dlouhý 75mm kanón tanku Panther. Série prototypů vedla k výrobě tanku T-54 se 100mm kanónem D-10, stejným, jakým byla vyzbrojena samohybná děla SU-100.

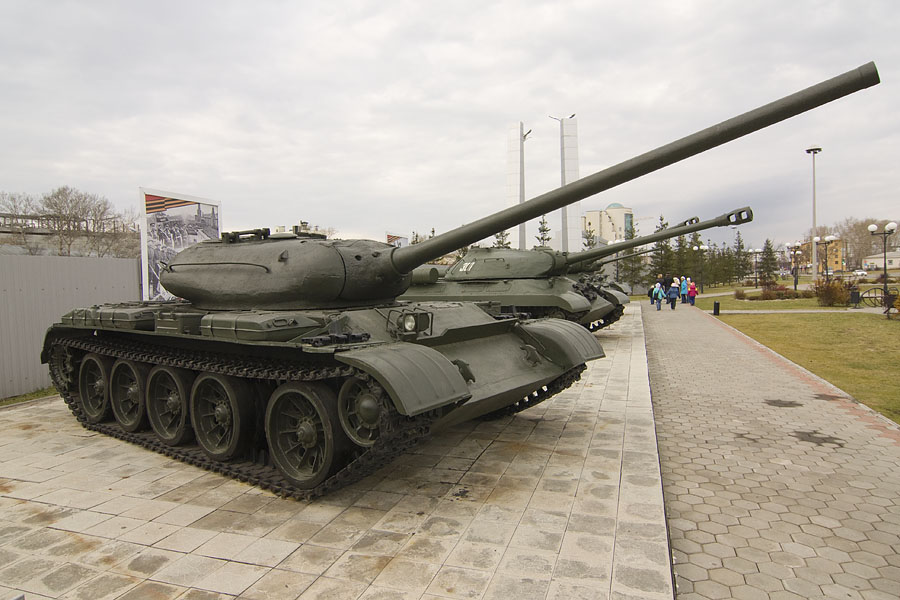
Původní T-54-1. Věž je podobná typu T-34-85 s výraznými „projektilovými pastmi“. Zásobníky na munici pro kulomety jsou v tomto případě nahrazeny palivovými kanystry.

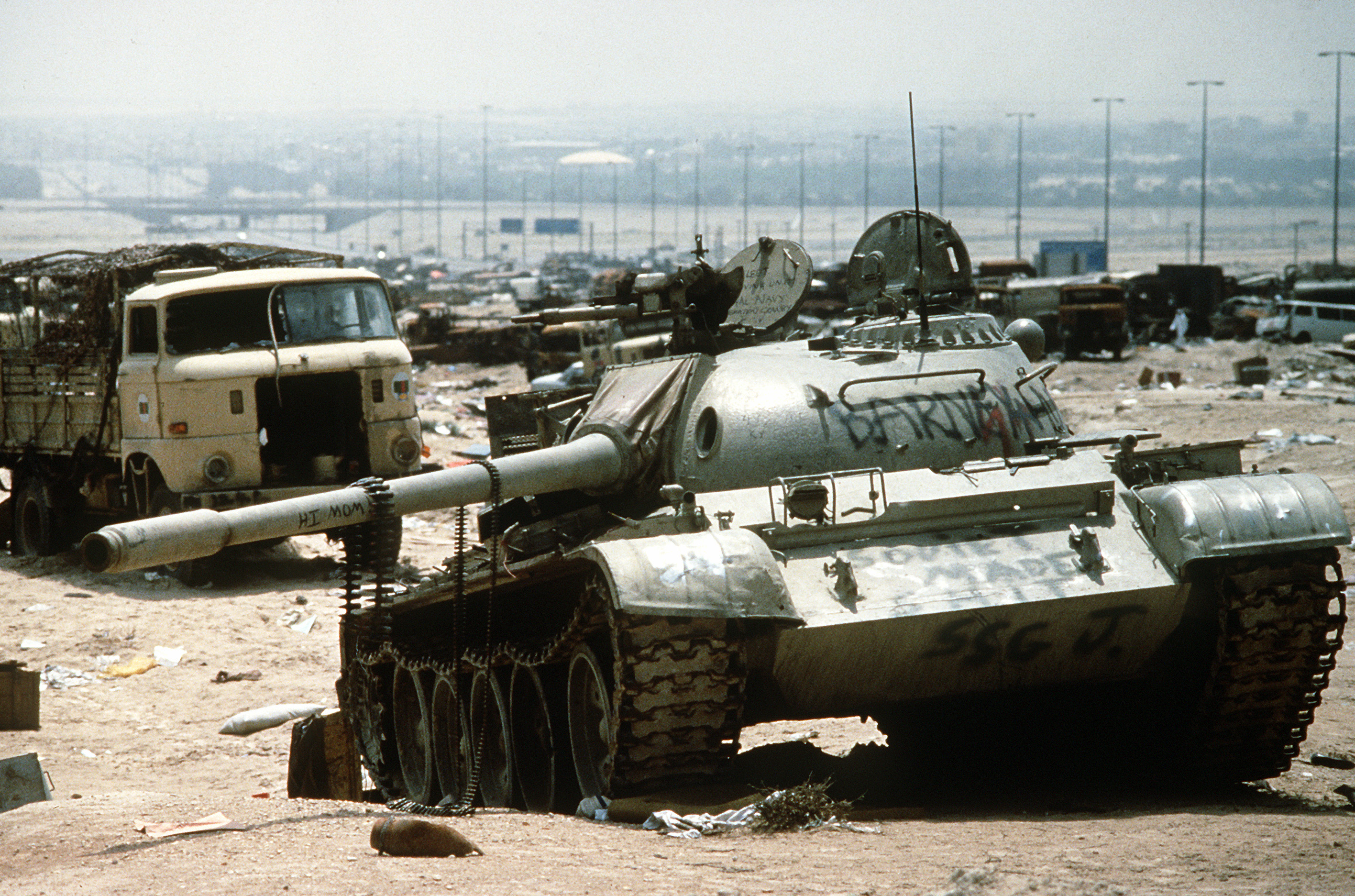
Zničený irácký T-55 na dálnici smrti

Tanky T-54 a T-55 jsou si velmi podobné a na první pohled nerozeznatelné. Mnoho T-54 bylo přestavěno na verzi T-54M, z hlediska bojového nasazení ekvivalentní T-55. Tank má velmi nízkou siluetu, díky které je méně zranitelný, síla čelního pancíře je v rozmezí 120–200 mm. Bez přípravy se tank může brodit v hloubce 1,4 m (5,5 m s přípravou). Nevýhodou je omezený prostor pro posádku.
V roce 1947 se začala sériová výroba v továrně Uralvagonzavod (UHT) v Nižním Tagilu. Od roku 1948 v Charkovském závodě na výrobu lokomotiv V. O. Malyševa. Od roku 1951 začala modernizace i tohoto nového typu. Byl instalován lepší optický zaměřovač, filtry paliva, oleje a vzduchu. V roce 1958 začala výroba typu T-55. Výroba skončila až v roce 1981. Vzniklo mnoho variant s různými modifikacemi. V SSSR bylo vyrobeno kolem 50 tisíc kusů a licenčně se tank vyráběl i v Československu, Polsku, v Číně jako typ 59. Mnoho strojů bylo exportováno do zahraničí.
V Československu probíhaly přestavby T-54A na T-54M, tedy na standardy T-55A, od roku 1968. V 80. letech byly tanky modernizovány a vybaveny mikroprocesorovým systémem řízení střelby „Kladivo“, který zvyšoval pravděpodobnost zásahu první ranou 3–4x. Modernizace dále obsahovala podstatné zesílení pancéřové ochrany na čele korby i věže, výkonnější motor, detektor ozáření laserem a další řadu vylepšení, tank nesl označení T-55M2. Výroba probíhala od roku 85. I přes velice zdařilou modernizaci zcela zastaralého tanku, nebyl stroj vzhledem k nástupu tanku T-72 perspektivní. Vyrobeno proto bylo pouze něco málo přes 450 kusů.
Z tanku T-55 byl vyvinut model T-62 či BTR-T.

## Nasazení

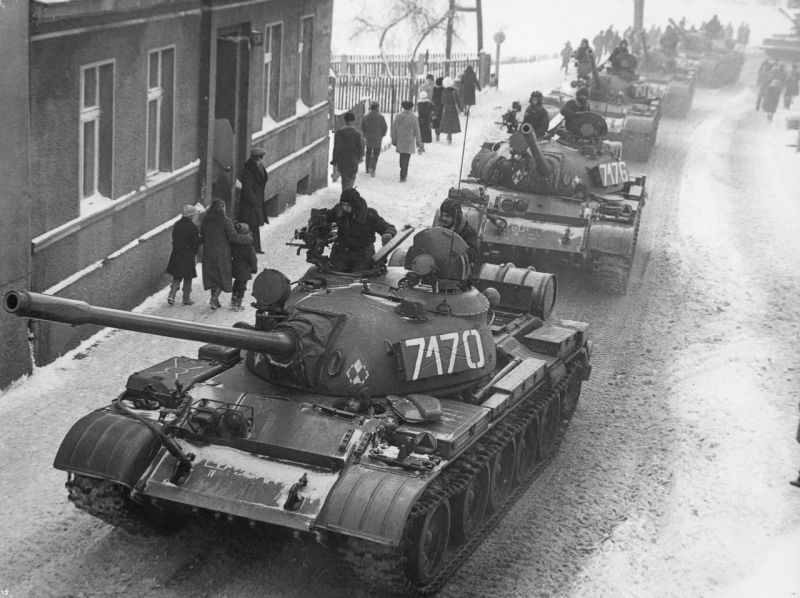
Tanky T-55A během stanného práva v Polsku v 80. letech

Tanky T-54/55 se zúčastnily mnoha konfliktů, hlavně v době studené války, např. v Maďarsku 1956, ČSSR 1968, ve válkách na Blízkém východě, ve Vietnamu, Afghánistánu, Jugoslávii aj. Dodnes slouží asi v 50 státech, většinou v zemích tzv. třetího světa. Tisíce takových tanků jsou stále zakonzervovány a připraveny k opětovnému uvedení do provozu.
Během ruské invaze na Ukrajinu byl v březnu 2023 zaznamenán železniční přísun tanků T-54B a T-54-3 směrem k frontě Ruskem a v dubnu byla zaznamenána přítomnost ruských T-55 v Záporožské oblasti.